# Pancéřníček leopardí
Pancéřníček leopardí (Corydoras trilineatus) je malá ryba dorůstající 5–6 cm, která patří do velmi početného rodu Corydoras.

## Popis
Tělo je stříbřité s černými skvrnami a pruhy. Prsní a břišní ploutve jsou průhledně šedé, hřbetní ploutev má na špičce velkou, černou skvrnu a ocasní ploutev je také černě skvrnitá. Na tlamce jsou 4 vousky. Pancéřníček Juliův má skvrny po těle pouze ve formě teček a nikoliv i proužků jako pancéřníček leopardí.

## Rozšíření
Pancéřníček leopardí žije v rychle proudících vodách řek středního povodí Amazonky. Je znám z peruánských řek Río Javari, Río Huytoyacu, Río Yasuní, Río Nanay a Río Ambiacu, a z ekvádorských řek Río Pastaza, Río Ampiyacu a Río Morona.

## Význam
Pancéřníček leopardí je akvarijní ryba.